# Фарж-Аллишан
Фарж-Аллиша́н (фр. Farges-Allichamps) — коммуна во Франции, находится в регионе Центр. Департамент — Шер. Входит в состав кантона Сент-Аман-Монтрон. Округ коммуны — Сент-Аман-Монтрон.
Код INSEE коммуны — 18091.

## География
Коммуна расположена приблизительно в 240 км к югу от Парижа, в 135 км южнее Орлеана, в 37 км к югу от Буржа.
Вдоль восточной границы коммуны протекает река Шер.
Деревня Фарж-Аллишан является одним из восьми претендентов на звание географического центра Франции.

## Население
Население коммуны на 2008 год составляло 214 человек.
| 1962 | 1968 | 1975 | 1982 | 1990 | 1999 | 2006 |
| ---- | ---- | ---- | ---- | ---- | ---- | ---- |
| 272  | 245  | 248  | 204  | 246  | 214  | 214  |

## Администрация
| Период | Период | Фамилия               | Партия | Примечания |
| ------ | ------ | --------------------- | ------ | ---------- |
| 1947   | 1965   | Марсель Руссе         |        |            |
| 1965   | 1971   | Пьер Луи Мажино       |        |            |
| 1971   | 1983   | Жан Мишлик            |        |            |
| 1983   | 1988   | Жан-Франсуа Дельпланк |        |            |
| 1988   | 2001   | Ив Барьер             |        |            |
| 2001   | 2007   | Реймон Жолидюк        |        |            |
| 2007   | 2014   | Эдит Мишлик           |        |            |

## Экономика
Основу экономики составляет сельское хозяйство.
В 2007 году среди 138 человек в трудоспособном возрасте (15-64 лет) 103 были экономически активными, 35 — неактивными (показатель активности — 74,6 %, в 1999 году было 75,6 %). Из 103 активных работали 87 человек (49 мужчин и 38 женщин), безработных было 16 (4 мужчины и 12 женщин). Среди 35 неактивных 9 человек были учениками или студентами, 10 — пенсионерами, 16 были неактивными по другим причинам.

## Достопримечательности
- Замок Брос (1862 год). Исторический памятник с 2000 года[9]
- Церковь Сен-Жан (XII век)
  - Скульптурная группа «Пьета» (XVI век). Исторический памятник с 1934 года[10]
- Пещера Лутоньер

## Фотогалерея

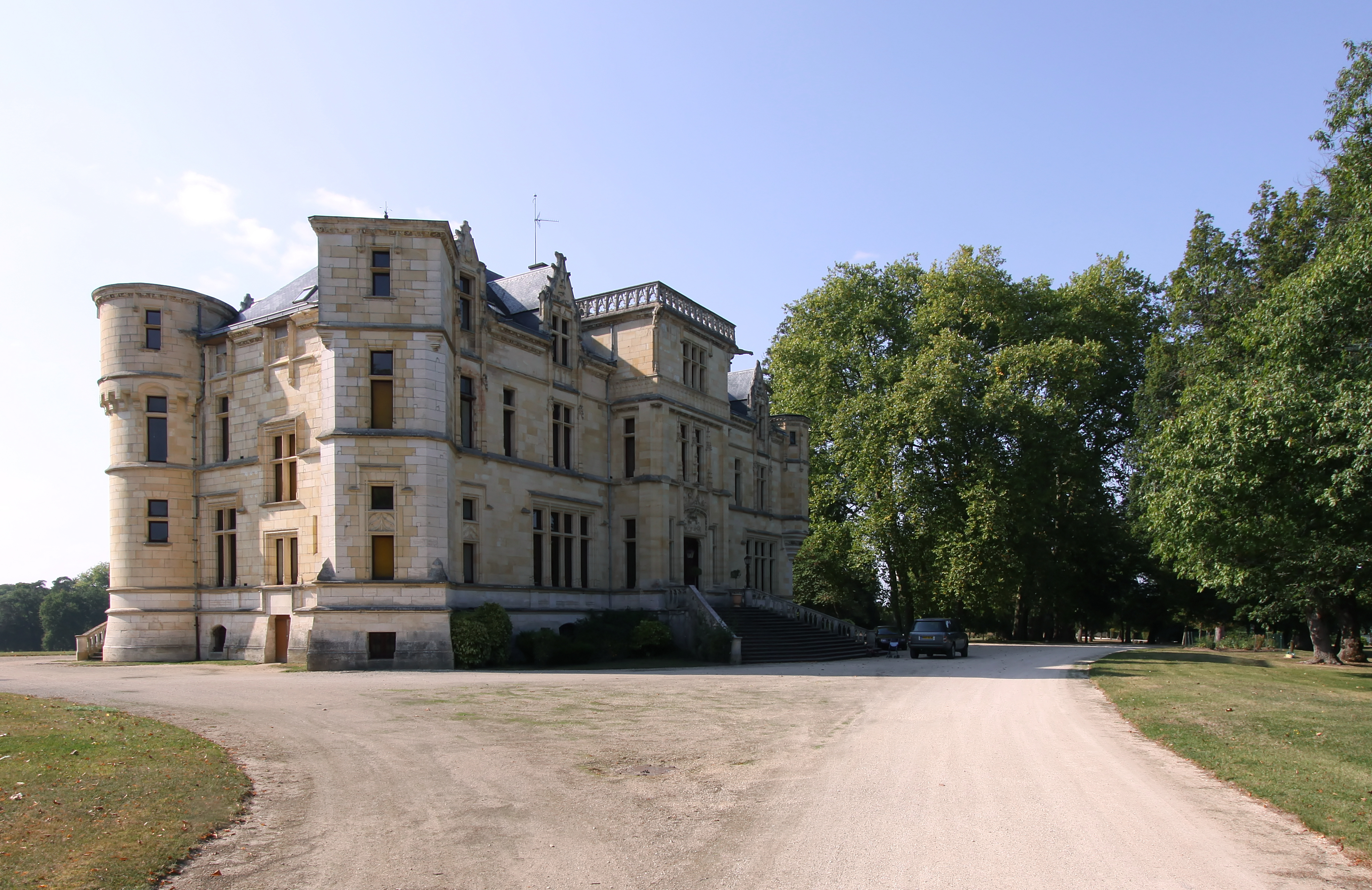
Замок Брос
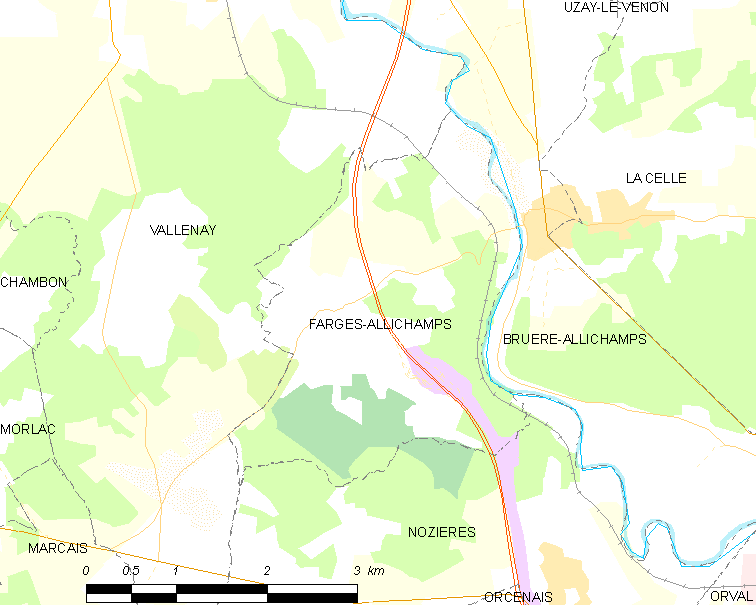
Карта коммуны